# Radka Popova
Pour les articles homonymes, voir Popov.
Radka Popova est une biathlète bulgare, née le 26 janvier 1974 à Dupnitsa.

## Biographie
Aux Jeux olympiques d'hiver de 1998, elle est 16e du relais.
En 1999, elle obtient son unique podium en Coupe du monde lors d'un relais disputé à Pokljuka, localité où elle possède sa meilleure performance individuelle, une 17e place en 1997-1998.
Aux Championnats d'Europe de 2002, elle remporte le titre de l'individuel après deux médailles d'argent au sprint et à la poursuite.
Aux Jeux olympiques d'hiver de 2006, elle est 55e du sprint, n'est pas classée en poursuite et est 8e du relais.

## Palmarès

### Jeux olympiques d'hiver
| Épreuve / Édition | Individuel | Sprint | Poursuite                        | Départ en masse                  | Relais |
| ----------------- | ---------- | ------ | -------------------------------- | -------------------------------- | ------ |
| JO 1998 Nagano    | —          | —      | Épreuve inexistante à cette date | Épreuve inexistante à cette date | 16e    |
| JO 2006 Turin     | —          | 58e    | LAP                              | —                                | 8e     |

Légende :
- : épreuve inexistante lors de cette édition.

### Championnats du monde
| Épreuve / Édition                        | individuel                       | Sprint                           | Poursuite                        | Départ en masse                  | Relais                           | Relais mixte                     | Course par équipes               |
| Mondiaux 1995 Antholz Anterselva         | 55e                              | 63e                              | Épreuve inexistante à cette date | Épreuve inexistante à cette date | 7e                               | Épreuve inexistante à cette date | 7e                               |
| Mondiaux 1996 Ruhpolding                 | 55e                              | 61e                              | Épreuve inexistante à cette date | Épreuve inexistante à cette date | —                                | Épreuve inexistante à cette date | —                                |
| Mondiaux 1998 Pokljuka Hochfilzen        | Épreuve inexistante à cette date | Épreuve inexistante à cette date | 20e                              | Épreuve inexistante à cette date | Épreuve inexistante à cette date | Épreuve inexistante à cette date | —                                |
| Mondiaux 1999 Kontiolahti Oslo           | 51e                              | 62e                              | —                                | —                                | 9e                               | Épreuve inexistante à cette date | Épreuve inexistante à cette date |
| Mondiaux 2000 Oslo Lahti                 | 44e                              | 38e                              | 29e                              | —                                | 6e                               | Épreuve inexistante à cette date | Épreuve inexistante à cette date |
| Mondiaux 2001 Pokljuka                   | 44e                              | 39e                              | 28e                              | —                                | 6e                               | Épreuve inexistante à cette date | Épreuve inexistante à cette date |
| Mondiaux 2004 Oberhof                    | 36e                              | 56e                              | 46e                              | —                                | 6e                               | Épreuve inexistante à cette date | Épreuve inexistante à cette date |
| Mondiaux 2005 Hochfilzen Khanty-Mansiysk | 42e                              | 43e                              | 30e                              | —                                | 9e                               | 20e                              | Épreuve inexistante à cette date |
| Mondiaux 2007 Antholz Anterselva         | 72e                              | 73e                              | —                                | —                                | 16e                              | —                                | Épreuve inexistante à cette date |

Légende :

 : épreuve inexistante à cette date

— : pas de participation à cette épreuve

### Coupe du monde
- Meilleur classement général : 53e en 2001.
- Meilleur résultat individuel : 17e.
- 1 podium en relais : 1 troisième place.

### Championnats d'Europe
- Kontiolahti 2002 : 
  -  Médaille d'or de l'individuel.
  -  Médaille d'argent du sprint.
  -  Médaille d'argent de la poursuite.